# استخبارات التوجيه والقياس

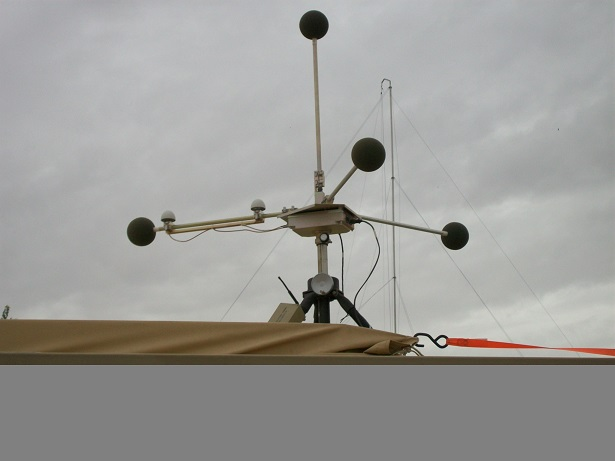

استخبارات التوجيه والقياس هو فرع تقني لجمع المعلومات الاستخباراتيّة، يعمل في تحديد وتتبع وتعريف ووصف الخصائص المميزة للمصادر المُستهدفة الثابتة والمتحركة. عادة، ما تشمل الاستخبارات اللاسلكية والصوتية والنووية والكيميائية والبيولوجية. تُعرّف استخبارات التوجيه والقياس على أنّها الاستخبارات العلمية والتقنيّة المُستمدة من تحليل البيانات القادمة من أدوات الاستشعار المختلفة بغرض تعريف وتحديد أي صفات خاصة مرتبطة بالمصدر أو المُرسِل لتسهيل التعرف على هوية وحالة الأخير.
يُناضل متخصصو استخبارات التوجيه والقياس لتقديم شروحات وتفسيرات بسيطة لمجالهم. إحدى مهامهم هي التحقيق في مسرح أحداث الجريمة ضمن مجتمع الاستخبارات، وهي تقليد للمسلسل التلفزيوني «التحقيق في مسرح الجريمة»، والذي يكشف كيف تعتمد استخبارات التوجيه والقياس على كَم ضخم من العلوم المختلفة لترجمة وتحليل البيانات.
هناك تعريف آخر يُسمّى «علم الفلك باستثناء اتجاه الرؤية.» المغزى هنا أن عمليات الرصد في علم الفلك تستخدم العديد من التقنيات التي توجه مُستشعراتها عن بُعد بعيدًا عن الأرض (هذا يتناقض مع ما يحدث في استخبارات التوجيه والقياس التي توجه أدواتها نحو الأرض). يسجل علماء الفلك ملاحظاتهم من خلال الأطياف الكهرومغناطيسية المتعددة، والتي تتراوح ما بين موجات الراديو والأشعة تحت الحمراء والأشعة المرئية والأشعة فوق البنفسجية وحتى طيف أشعة إكس وما بعده من الأطياف. يربطون بين ملاحظاتهم على الأطياف المتعددة ليكونوا صورة هجينة منها جميعًا، عادة ما تكون صورة ذات ألوان زائفة لتعطي تمثيلا مرئيا للطاقة والأطوال الموجية المختلفة، والتي غالبًا ما يكون جزء كبير من معلوماتها المفصّلة عبارة عن رسم بياني لبعض الأشياء مثل الكثافة والطول الموجي مقابل زاوية الرؤية.

## الانضباط
ربما تمتلك استخبارات التوجيه والقياس بعض الجوانب من إدارة التحليل الاستخباراتي، فبعض من مهام استخبارات التوجيه والقياس هي تحليل الإشعاعات الكهرومغناطيسية التي حصلوا عليها من استخبارات الإشارة، فهي تقنية تحليل أكثر من كونها وسيلة جمع، لذلك بعض تقنيات استخبارات التوجيه والقياس تتطلب مُستشعرات بمواصفات خاصة لهذا الغرض.
اعتُمدت استخبارات التوجيه والقياس من قِبل وزارة الدفاع بالولايات المتحدة الأمريكية كنظام استخباراتي عام (1986). استخبارات التوجيه والقياس هي نظام استخباراتي تقني، والذي يقوم بجمع ومعالجة وتحليل البيانات بواسطة أنظمته الاستخباراتية التقنية، والتي يُمكن من خلالها تعريف وتصنيف الأهداف المختلفة، ورسم التوقعات المحتملة لمصادر الاهداف المُتغيرة والثابتة. بالإضافة لاستخبارات التوجيه والقياس، تُستخدم استخبارات التصوير والاستخبارات البشرية لتحديد مسار الأهداف التي تعرفت عليها استخبارات التوجيه والقياس أو تصنيفها بشكل أكثر تخصصًا. على الرغم من أن استخبارات التصوير واستخبارات التوجيه لا يُعتبران ضمن جهود استخبارات التوجيه والقياس، إلا أنه يُمكن فحص الصور والإشارات التي جُمعت بواسطة الأدوات الاستخباراتية المُختلفة من خلالها مثل التعرف على عُمق ونوعية الأصول -الأهداف- الموجودة في الصور التي جُمعت من قِبل عمليات استخبارات التصوير.
وصف ويليام موري هذا النظام قائلًا: «تنظر استخبارات التوجيه والقياس في كل المؤشرات الاستخباراتية بنظرة جديدة ومختلفة، كما يمكنها إضافة المزيد من المؤشرات كلما أمكن ذلك. إنها تُحدد وتراقب الكيانات المُتصارعة المُختلفة من خلال وسائل متعددة من الصعب خداعها، كما توفر المعلومات الاستخباراتية اللازمة للتأكد من مصادر المعلومات التقليدية، فهي قوية بما فيه الكفاية للتأكد من المعلومات الزائفة والحقيقية.»
في بعض الأحيان يكون من الصعب رسم خط فاصل بين المُستشعرات التكتيكية والمُستشعرات الاستراتيجية لاستخبارات التوجيه والقياس، ومع ذلك، يُمكن استخدام كلا النوعين من المُستشعرات في المهام التكتيكية أو الاستراتيجية معًا. في الدور التكتيكي مثلًا، يُمكن للغواصة استخدام المُستشعرات الصوتية –السونار النشط وغير النشط– للاقتراب من هدف أو الابتعاد عن هدف آخر مُطارِد لها. كما يُمكن استخدام السونار الغير نشط من قِبل غواصة في مهمة تجسسيه في مرفأ أجنبي لتحديد الشفرة المميزة لنوع جديد من غواصات الأعداء.
تتداخل استخبارات التوجيه والقياس والاستخبارات التقنية، لكن يُمكن التفريق بينهما بشكل جيد من خلال معرفة أن مُحلل الاستخبارات التقنية عادة ما يمتلك على قطع من معدات العدو مثل بعض من طلقات سلاح المدفعية، والتي يُمكن دراستها وتقييمها في المعامل. في المقابل، تحاول استخبارات التوجيه والقياس معرفة المخاطر التي تسببها الأشياء والتي لا يُمكن تحديدها إلا عن بُعد، فمثلًا يُمكن للمُستشعرات الرادارية والكهروضوئية من معرفة سرعة إطلاق فوهات المدافع للقذائف، كما يُكن للمُستشعرات الكيميائية والطيفية تحديد ماهية الحشوة الدافعة لإطلاق هذه القذيفة. يُعتبر النظامان مُكملان لبعضهما البعض، فباعتبار أن المُحلل الاستخباراتي التقني لا يمتلك قطعة أو جزء من سلاح العدو أو قذيفة يُمكن إطلاقها لمعرفة مداها وقوتها، لكن في المقابل، سيكون مُحلل استخبارات التوجيه والقياس لدية التسجيلات والمعلومات اللازمة التي يُمكن استخدامها في هذا الحالة.
كما هو الحال في الكثير من الأنظمة الاستخباراتية، يُمكن أن يكون هناك تحديًا صعبًا عند دمج التقنيات الاستخباراتية مع العمليات النشطة على الأرض لاستخدامها من قِبل الجنود في العمليات.

## المستوى الوطني ومُتعدد الجنسيات
كان هناك عمل على تطوير مُصطلحات استخبارات التوجيه والقياس وبنيتها في حلف الناتو. كما كانت هناك العديد من الأعمال الأخرى التي تحاول معالجة خيبات الأمل في التعرف على الأهداف بشكل منفصل عند استخدام موجات الأشعة تحت الحمراء في هذه المهمة والتي كانت مخيبة للآمال، لكن تحديد الموجات الملليمترية كان واعدًا. ومع ذلك، يُمكن أن يكون تبادل الأدوار بين هذه التقنيات بشكل تعاوني أمرًا هامًا في تجنب النيران الصديقة. في النهاية، لا يُمكن لتقنيات استخبارات التوجيه والقياس التعرف على من هو الشخص الموجود داخل دبابة أو طائرة ذات أهمية مثلًا.

### الصين
لا تُصدر الصين تقريرًا عن مجاراتها لتقنيات استخبارات التوجيه والقياس الأكثر تخصصًا، ومع ذلك، تُنتج مُستشعرات مضادة للغواصات.

### ألمانيا
بعد النجاح الأول لإطلاق أول قمر استخباراتي في التاسع عشر من ديسمبر عام (2006)، وبعد نحو عام، أطلقت ألمانيا المزيد من الأقمار على مدار ستة أشهر، ليبلغ عدد الأقمار الكلي في النظام، خمسة أقمار اصطناعية كانت جاهزة للعمل في الثاني والعشرين من يوليو عام (2008).

### إيطاليا
تتعاون كل من فرنسا وإيطاليا في توظيف نظام الأقمار الصناعية المزدوج «أورفيو» مدنيًا وعسكريًا.
يُعتبر أورفيو نظام مُزدوج الاستخدام مدنيًا وعسكريًا، وهو عبارة عن شبكة من الأقمار الاصطناعية لمراقبة الأرض، تعاونت فرنسا وإيطاليا في تطويرها.

### روسيا
تمتلك روسيا بالفعل سلسلة من الأقمار الاصطناعية للأشعة تحت الحمراء للكشف عن عمليات إطلاق الصواريخ. كما أنتجت روسيا مجموعة واسعة من المُستشعرات الحربية لرصد الغواصات.
المملكة المتحدة: طورت المملكة المتحدة أول نظام صوتي ناجح، حيثُ يستخدم تردد الصوت ومداه للكشف عن سلاح المدفعية الخاص بالعدو، كما استُخدم في الحرب العالمية الأولى لرصد الغواصات. في تسعينيات القرن الماضي، انضم نظام صوتي مُحسن لسلاح المدفعية ليُكمل عمل الرادارات المضادة للمدفعية.

### الولايات المتحدة الأمريكية
داخل مجتمع الاستخبارات الأمريكية، تُعتبر إدارة استخبارات التوجيه والقياس ومكتب المجموعات التقنية لوكالة الاستخبارات الدفاعية هما الوكالة المركزية لاستخبارات التوجيه والقياس، والتي كانت تُسمى سابقًا باسم المكتب المركزي لاستخبارات التوجيه والقياس. لأجل المهام التعليمية والبحثية، يوجد مركز للدراسات الاستخباراتية للتوجيه والقياس في مركز بحوث المعهد التكنولوجي للقوات الجوية الأمريكية.
من الواضح أن مكتب الاستطلاع الوطني ووكالة الأمن القومي يعملان في جمع المعلومات الاستخباراتية الخاصة بالتوجيه والقياس، خصوصًا مع المكونات العسكرية المختلفة، كما للعديد من منظمات مجتمع الاستخبارات بالولايات المتحدة الأمريكية دور في جمع المعلومات ودور آخر في تحليلها.